# Rafa González Robles
Rafael González Robles (Avilés, Asturias, España, 25 de octubre de 1970) es un exfutbolista español que jugaba de portero. Tras su retirada, se incorporó al Aston Villa F. C. como entrenador de porteros de las categorías inferiores. En 2013 pasó a formar parte del cuerpo técnico del New York Red Bulls.

## Trayectoria
Comenzó su carrera como futbolista en el extinto C. D. Ensidesa en el año 1980 con tan solo 10 años. En el año 1983 este club, que se financiaba con el dinero de la empresa pública, desapareció al ser absorbido por el Real Avilés, club donde continuó jugando, pasando por todas sus categorías, hasta llegar al primer equipo, en el que estuvo dos temporadas en 2.ª División A. 
En su segunda y última temporada en este equipo, fue convocado por la Selección de fútbol sub-23 de España con la que jugó varios partidos. Al final de esa temporada formó parte de la lista de 24 jugadores y concentración previa a los Juegos Olímpicos de Barcelona 1992 en la que España ganó el oro. Esa temporada, fichó por el Real Oviedo de Primera División, donde permaneció hasta la temporada 1996-1997. 
Tras dejar el Oviedo, firmó por el Málaga C. F. de la Segunda División B donde consiguió dos ascensos consecutivos, ganar la Copa Intertoto de la UEFA y disputar la Liga Europa de la UEFA por aquel entonces conocida como Copa de la UEFA. En el año 2003, fichó por la Cultural y Deportiva Leonesa y la temporada siguiente por el Real Sporting de Gijón. 
En 2005 vuelve a jugar en el Real Oviedo y finalizó su carrera de jugador en Inglaterra en el Coventry City F. C. de la EFL Championship. Allí su entrenador de porteros, que había fichado por el Aston Villa Football Club lo propone para ser su ayudante en el equipo de la Premier League y, a su vez, coordinador de todos los porteros de su academia, puestos de los que se hace cargo tras pasar la pertinente prueba. Cuando el equipo técnico de Martin O'Neill deja el equipo a pocos días del inicio de la temporada, el club le pide a Rafa que se haga cargo de la preparación de los porteros del primer equipo. Con la llegada pocas semanas después de Gérard Houllier como Manager del Aston Villa Football Club y observar el trabajo de Rafa, este solicita al club seguir contando con él en su equipo técnico como entrenador de porteros del primer equipo. Tras estar varios años de entrenador de porteros en este club, vuelve al Málaga C. F., y un año más tarde, Gerard Houllier le llama para ser entrenador de porteros en el New York Red Bulls en Nueva York. En este equipo estuvo hasta 2015 cuando decidió que quería volver a España. Hablando con Gerard Houllier y Oliver Mintzlaff, aceptó una oferta de los equipos de Red Bull Leipzig y Saltzburgo y trabajó como ojeador, al principio con los dos equipos y ahora centrado en el equipo de Red Bull Leipzig.[cita requerida]

## Clubes
| Club                         | País          | Año       |
| ---------------------------- | ------------- | --------- |
| Real Avilés I. C. F.         | España        | 1990-1992 |
| Real Oviedo                  | España        | 1992-1997 |
| Málaga C. F.                 | España        | 1997-2003 |
| Cultural y Deportiva Leonesa | España        | 2003-2004 |
| Real Sporting de Gijón       | España        | 2004-2005 |
| Real Oviedo                  | España        | 2005-2006 |
| Coventry City F. C.          | Inglaterra    | 2006      |
| Aston Villa F. C.            | Inglaterra    | 2007-2011 |
| Málaga C. F.                 | España        | 2012      |
| New York Red Bulls           | United States | 2013-2015 |

## Palmarés

### Copas internacionales
| Título         | Club         | País   | Año  |
| -------------- | ------------ | ------ | ---- |
| Copa Intertoto | Málaga C. F. | España | 2002 |